# John Parricelli
John Parricelli (* 5. dubna 1959 Evesham, Worcestershire) je anglický kytarista. V roce 1983 byl jedním ze zakládajících členů big bandu Loose Tubes. Během své pozdější kariéry spolupracoval s mnoha hudebníky, mezi které patří například Bryn Terfel, Kenny Wheeler, Susan Boyle, Charlotte Church, Marc Almond, James Galway a Tom Jones. Hrál také na několika filmových soundtracích. V roce 2000 vydal sólové album Alba. Roku 2011 hrál při koncertním představení opery Anna Nicole skladatele Marka-Anthonyho Turnage. Dále zde hrál baskytarista John Paul Jones a bubeník Peter Erskine.